# Tuleš
Tuleš (cyr. Тулеш) – wieś w Serbii, w okręgu rasińskim, w gminie Aleksandrovac. W 2011 roku liczyła 439 mieszkańców.